# Stolen Glory
Stolen Glory è un cortometraggio muto del 1912 diretto da Mack Sennett con Ford Sterling e Fred Mace.

## Produzione
Il film fu prodotto dalla Keystone.

## Distribuzione
Distribuito dalla Mutual Film Corporation, il film - un cortometraggio in una bobina - uscì nelle sale il 14 ottobre 1912.

### Date di uscita
IMDb
- USA  14 ottobre 1912

alias
- Gloria robada  Venezuela
- Reminiscences of '61  (titolo di lavorazione)